# سول دياسبورا (فلم)
سول دياسبورا (بالإنجليزية: Soul Diaspora)، هُو فيلم دراما أمريكي صدر سنة 2009 وهُو من إخراج Odera Ozoka.

## وصلات خارجية
- مقالات تستعمل روابط فنية بلا صلة مع ويكي بيانات